# Табабилов, Риф Бариевич
Риф Бариевич Табабилов (иногда также Бореевич или Борисович; род. 2 ноября 1942, д. Алга, Стерлитамакский район, Башкирская АССР) — советский и российский спортсмен, Мастер спорта СССР международного класса, заслуженный тренер РСФСР по лёгкой атлетике.

## Биография
В октябре 1962 года начал работать в свердловском профтехучилище № 21 преподавателем по физическому воспитанию. В 1963 году поступил на учёбу в Челябинский государственный педагогический институт на факультет физического воспитания, который окончил в 1968 году параллельно с занятием работой. С октября 1964 по октябрь 1967 года проходил службу в рядах Советской армии.
Является призёром чемпионатов РСФСР, участником чемпионатов СССР и Спартакиад народов РСФСР, СССР по спортивной ходьбе. В 1966 году был удостоен почётного звания «Мастер спорта СССР».
С 1967 по 1995 года работал тренером-преподавателем в детских спортивных школах Свердловска. С 1995 года работает в городской Школе высшего спортивного мастерства.
В 1985 году ему было присвоено звание «Заслуженный тренер РСФСР по легкой атлетике». Среди его воспитанников: О. Котлярова, Т. Чебыкина ― бронзовые призёры Олимпийских игр; В. Ширяев, Е. Бикерт ― также участники Олимпийских игр.
Ныне является старшим тренером в СК «Луч» в Екатеринбурге. И тренером-преподавателем по лёгкой атлетике Свердловской областной школы высшего спортивного мастерства.
Награжден медалью ордена «За заслуги перед Отечеством» I степени (2010) и медалью ордена «За заслуги перед Отечеством» II степени (2006), обладает рядом других наград.
Тренирует совместно с Ириной Хабаровой.